# جيمس دايسون
السير جيمس دايسون، (مواليد 2 مايو 1947)، مخترع بريطاني ومصمم صناعي ومالك أرض ورجل أعمال أسس شركة دايسون المحدودة. يشتهر بكونه مخترع المكنسة الكهربائية عديمة الكيس ثنائية الإعصار التي تعمل وفق مبدأ الفاصل الدوامي. وفقًا لقائمة سنداي تايمز ريتش لعام 2018، يبلغ صافي ثروته 13.9 مليار دولار. شغل منصب رئيس مجلس الكلية الملكية للفنون من أغسطس 2011 إلى يوليو 2017، وافتتح جامعة جديدة في حرم دايسون ويلتشير الجامعي في سبتمبر 2017.

## النشأة وتعليمه
ولد جيمس دايسون في 2 مايو 1947 في كرومر، نورفولك، وهو واحد من ثلاثة أطفال. تلقى تعليمه في مدرسة غريشام، وهي مدرسة داخلية مستقلة في هولت، نورفولك، بين عامي 1956 و1965، حين توفي والده بسبب السرطان. برع في الركض لمسافات طويلة: «كنت جيدًا جدًا في ذلك، ليس لأنني كنت جيدًا جسديًا، ولكن لأنني كان لدي الكثير من التصميم. لقد تعلمت التصميم من الركض». أمضى سنة واحدة (1965-1966) في مدرسة بيام شو للفنون، ثم درس الأثاث والتصميم الداخلي في الكلية الملكية للفنون (1966-1970) قبل الانتقال إلى الهندسة.

## اختراعاته المبكرة
ساعد دايسون في تصميم الشاحنة البحرية في عام 1970 في أثناء دراسته في الكلية الملكية للفنون. كان اختراعه الأصلي الأول، عربة الكرات، نسخة معدلة من العربة اليدوية باستخدام كرة بدلًا من العجلة. وقد ظهر هذا الاختراع في برنامج عالم الغد التلفزيوني على قناة البي بي سي. تمسك دايسون بفكرة الكرة، واختراع عربة الكرة، التي تطلق القوارب. ثم صمم الزورق ذا العجلات، الذي يمكن أن يسير بسرعة 64 كيلومترًا في الساعة (40 ميل في الساعة) على الأرض والمياه.

## تكريمه وجوائزه
في عام 1997، حصل دايسون على جائزة الأمير فيليب للمصممين. عين دايسون قائدًا لأمر الإمبراطورية البريطانية (سي بي إي) في تكريمات عام 1998. في عام 2000، حصل على جائزة اللورد لويد من كيلجران. حصل على دكتوراه فخرية من جامعة باث عام 2000. وفي عام 2005، انتُخب زميلًا للأكاديمية الملكية للهندسة. حصل على لقب فارس في تكريمات العام الجديد 2007. انتُخب دايسون كزميل في الجمعية الملكية (إف آر إس) في عام 2015. في تكريمات العام الجديد 2016، أُعلِن عن تلقي دايسون وسام الاستحقاق (أو إم) عن «مساهماته وإنجازاته في التصميم الصناعي». حصل في عام 2017 على عضوية مؤسسة المهندسين الكهربائيين والإلكترونيين الفخرية. في مارس 2017، حصلت شركة دايسون على لقب الشركة الأكثر شهرة في المملكة المتحدة تليها آستون مارتن.
عمل دايسون رئيسًا لمجلس الكلية الملكية للفنون في لندن حتى الأول من يوليو 2017، بعد أن خلف السير تيرينس كونران في أغسطس 2011، وعمل أيضًا راعيًا لجمعية التصميم والتكنولوجيا. كان رئيسًا لمجلس أمناء متحف التصميم، «وكان أول من يعرض تصميم القطعة المصنعة في العالم»، حتى استقال فجأة في سبتمبر 2004، قائلًا إن المتحف «أصبح عرضًا للموضة» بدلًا من «دعمه مهمة تشجيع التصميم الجاد للقطع المصنعة».
في فبراير 2019، انتُخب دايسون عضوًا أجنبيًا في الأكاديمية الوطنية الأمريكية للهندسة.

## حياته الشخصية
تزوج دايسون من دايرد هيندمارش في عام 1968. وأنجبا ثلاثة أطفال. في عام 2003، دفع دايسون 15 مليون جنيه إسترليني مقابل دودينغتون بارك، وهو عقار جورجي مساحته 300 فدان (1,2 كم2) في غلوسيستيرشاير الجنوبية بالقرب من تشيبينغ سودبوري. يمتلك هو وزوجته دومين دي رابيل، بالقرب من تورتور، فرنسا، ومنزل في تشيلسي، لندن. تعد سفينته ناهلين أكبر يخت فاخر يحمل علم بريطانيا بطول كلي يقدر بـ 91 مترًا (299 قدمًا)، واحتلت ناهلين المرتبة 36 في إحصائية عام 2013 لأكبر 100 يخت في العالم.
في يوليو 2019، أنفق دايسون 43 مليون جنيه إسترليني على شقة ثلاثية تبلغ مساحتها 21,108 قدمًا مربعة في أعلى برج غوكو، وهو أطول بناء في سنغافورة. استثمر السير جيمس أيضًا بشكل كبير في شراء الأراضي الزراعية على امتداد لينكولنشاير وأوكسفوردشاير وغلوسيسترشاير.

## روابط خارجية
- جيمس دايسون على موقع الموسوعة البريطانية (الإنجليزية)
- جيمس دايسون على موقع مونزينجر (الألمانية)
- جيمس دايسون على موقع إن إن دي بي (الإنجليزية)